# 時野谷敦
時野谷 敦（ときのや あつし、1941年（昭和16年）4月 - ）は日本の外交官。タイ駐箚特命全権大使を歴任した。

## 来歴・人物
1962年（昭和37年）京都大学法学部在学中に外務公務員採用上級試験に合格する。1963年（昭和38年）外務省に入省した。同年8月に渡米し、米国フレッチャー・スクールで在外上級研修員として語学研修する。
- 1967年（昭和42年）7月 在アメリカ合衆国日本国大使館勤務
- 1967年（昭和42年）8月 アメリカ局北米第二課
- 1971年（昭和46年）5月 国際連合局社会課
- 1973年（昭和48年）8月 駐インドネシア大使館勤務
- 1975年（昭和50年）7月 経済協力開発機構（OECD）日本政府代表部
- 1977年（昭和52年）9月 大臣官房総務課
- 1978年（昭和53年）12月 大臣官房調査官
- 1979年（昭和54年）7月 経済協力局国際機構課長
- 1980年（昭和55年）7月 宮澤喜一内閣官房長官秘書官事務取扱
- 1983年（昭和58年）2月 在英国日本国大使館参事官（～1983年12月 国際戦略問題研究所研究員）
- 1985年（昭和60年）10月 外務大臣官房人事課長
- 1988年（昭和63年）1月 北米局外務参事官
- 1989年（平成元年）9月 北米局審議官
- 1990年（平成2年）8月 サンフランシスコ総領事
- 1994年（平成6年）3月 北米局長
- 1995年（平成7年）8月 欧州連合(EU)日本政府代表部特命全権大使
- 1999年（平成11年）2月 特命全権大使査察担当大使
- 1999年（平成11年）7月 外務省研修所長
- 2001年（平成13年）6月 特命全権大使査察担当大使
- 2001年（平成13年）12月 駐タイ特命全権大使[1]
- 2005年（平成17年）11月18日 退官。
- 2006年（平成18年）3月 住友商事株式会社顧問[2]
  - 日本タイ協会顧問[3]、一般社団法人日本国際実務研修協会理事[4]、北カリフォルニア会理事[5]
- 2016年（平成28年）11月 瑞宝重光章受章

## 同期
- 野村一成（東宮大夫・駐ロシア大使）
- 平林博（外務省経済協力局長）
- 浅井基文（駐英公使・政治学者）
- 野口雅昭（駐チュニジア大使・国際政治学者・ブロガー）